# Wehr 2 (Wien)
Das Wehr 2 ist eine Wehranlage in der Neuen Donau im Süden von  Wien.   Für Fußgänger und Radfahrer stellt es eine Verbindung zur Donauinsel her. Es wurde 1988 fertiggestellt.
Das Wehr 2 dient so wie die beiden anderen Wehranlagen der Neuen Donau der Wasserstandsregulierung der Neuen Donau. Es besteht aus fünf Wehrfeldern mit 30,6 Meter lichter Weite. Es ist ein starres System, das heißt, es wird im Normalfall im Gegensatz zu den Wehranlagen bei Kraftwerken nicht bewegt. Bei den Wehrverschlüssen handelt es sich um hydraulisch betriebene Drucksegmente mit fester Überfallhaube. Beim Wehr 2 gibt es bei zwei Verschlüssen zusätzlich eine Stauklappe. Da es bei diesem Wehr auch vorkommen kann, dass das Wasser in entgegengesetzter Richtung durchströmt, sind die Segmente auch auf  Zugbeanspruchung ausgelegt.
Da bei den ersten Probebohrungen für dieses Bauwerk festgestellt wurde, dass der Tegel erst in 40 Meter Tiefe ansteht und von sehr wasserdurchlässigen Sanden überlagert wird, musste der Standort zuerst 470 Meter vom geplanten Platz verlegt werden. Eine notwendige Altlastensanierung in der Lobau erzwang dann eine weitere Verschiebung um 50 Meter.